# 荷兰废除奴隶制日
Keti Koti（ /ˈkɪti ˈkɔti/），為荷蘭廢除奴隸紀念日，有时拼成 Keti Koti (苏里南语：「斷開鎖鏈」之意 ),官方称为  (荷兰语：自由日)，在每年7 月 1 日举行，以庆祝苏里南的解放。
Ketikoti标志着 1863 年苏里南废除奴隶制的日期。然而，苏里南的奴隶们直到 1873 年才得以完全自由。1873 年之后，许多奴隶离开了他们几代工作的种植园，前往帕拉马里博市。 
2021年，荷蘭阿姆斯特丹市長霍爾斯瑪（Femke Halsema）在活動紀念日當天，正式為這座城市從事奴隸貿易200年，及其在整個殖民奴隸史中曾經扮演的角色發表道歉宣言。霍爾斯瑪表示，「我在此代表市政府為阿姆斯特丹市議會，曾積極參與殖民地奴隸制以及全球奴隸貿易體系而道歉。」市長同時表示希望能負擔相應責任，以減緩受害者的苦難。

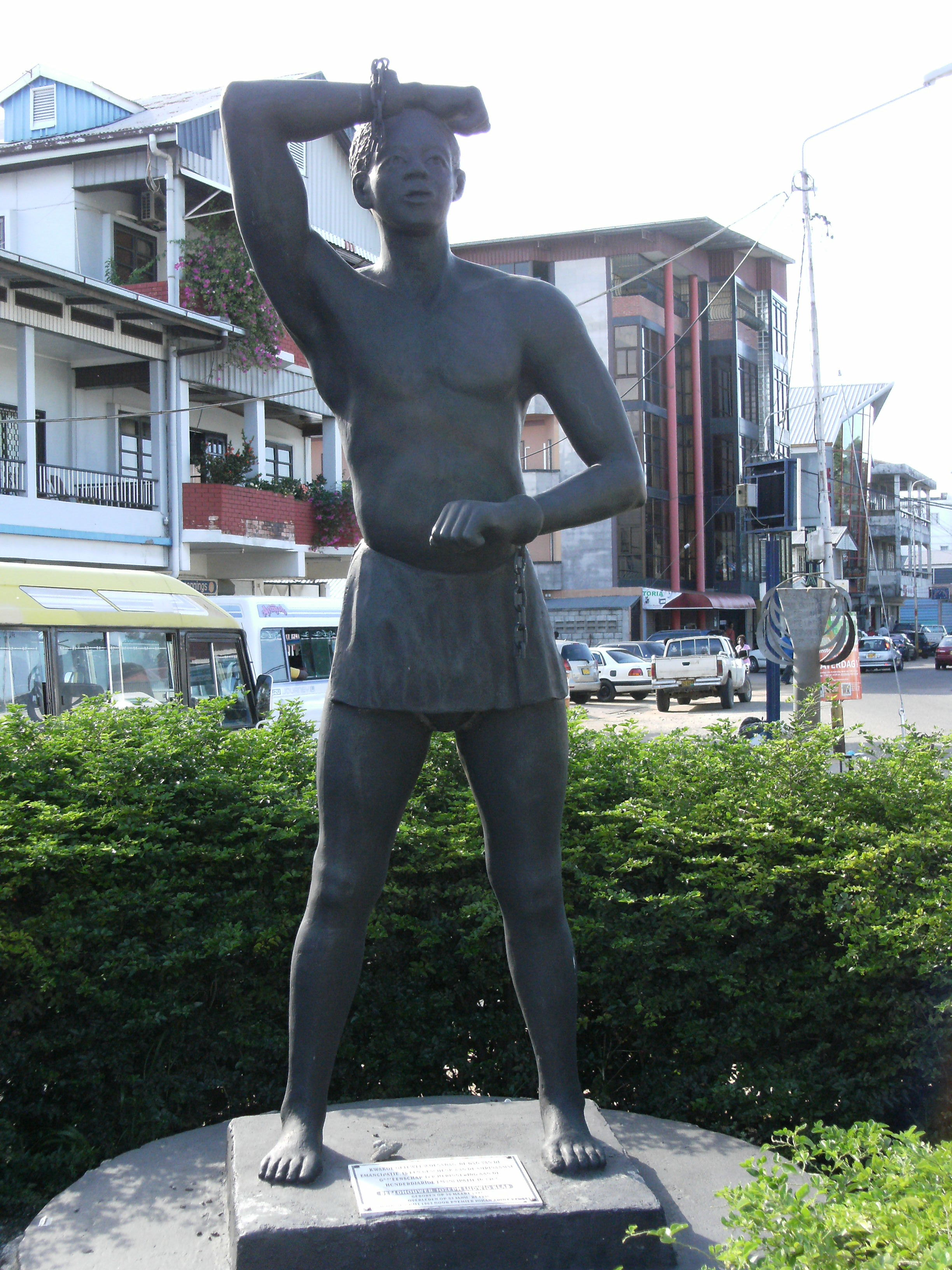
帕拉马里博的夸科雕像，代表一名前奴隶的锁链被切断